# Марија Лојпур
Марија Лојпур (10. август 1983, Крагујевац) је српска рукометашица која игра на позицији пивота. Са рукометном репрезентацијом Србије освојила је сребрну медаљу на Светском првенству 2013, а има и сребро са Медитеранских игара 2005.